# 陶磁資料館南車站
陶磁資料館南站（日语：／ Tōji-shiryōkan-minami eki */?）是位於愛知縣豐田市八草町，為愛知高速交通東部丘陵線（Linimo）之車站。車站編號為L08。
愛知縣立陶瓷博物館為此站名的由來，位在接攘的瀨戶市內，但與本站之距離稍遠。

## 車站結構
為擁有1面2線之島式月台之高架車站。
本站於出入口及站內各設置電梯1座以配合無障礙環境。
為了乘客們之安全起見在第1及第2月台，皆設置了可動式月台門。

### 月台配置
| 月台 | 路線        | 目的地                      |
| ---- | ----------- | --------------------------- |
| 1    | ■東部丘陵線 | 八草方向                    |
| 2    | ■東部丘陵線 | 愛·地球博紀念公園、藤丘方向 |

## 相鄰車站
愛知高速交通
■東部丘陵線（Linimo）
愛·地球博紀念公園（L07）－陶磁資料館南（L08）－八草（L09）

## 外部連結
- 陶磁資料館南站 （页面存档备份，存于） - 愛知高速交通

1. ↑  時刻表、費用、站內圖—愛知高速交通株式會社